# Tobías Zárate
Tobías Joel Zárate (Haedo, Buenos Aires, Argentina; 7 de julio de 2000) es un futbolista profesional argentino que juega como delantero y su equipo actual es AE Larissas de la Segunda Superliga de Grecia. Es hijo de Rolando Zárate y sobrino de Mauro, Ariel y Sergio Zárate.

## Trayectoria

### Vélez Sarsfield
Tras gran rendimiento en la reserva del fortín, el 5 de febrero de 2020 Tobias debuta en la primera de Vélez Sarsfield en un partido contra Aucas de Ecuador por la Copa Sudamericana. Sería victoria 1-0 del equipo de Gabriel Heinze.

### FC Famalicão
En busca de continuidad, a mediados de 2020 Tobias fue cedido al FC Famalicão de la Primeira Liga de Portugal. Sin embargo, no llegó a jugar ningún partido en el primer equipo, donde fue relegado a la reserva y donde disputó 7 partidos y convirtió 2 goles.

### AE Larissas
El 11 de agosto de 2023, se convirtió en refuerzo de AE Larissas, de la Segunda Superliga de Grecia.

## Clubes
| Club                        | País      | Año       |
| --------------------------- | --------- | --------- |
| Vélez Sarsfield             | Argentina | 2020-Act. |
| FC Famalicão (cesión)       | Portugal  | 2020-2021 |
| Deportivo Morón (cesión)    | Argentina | 2021      |
| Coquimbo Unido (cesión)     | Chile     | 2022      |
| Deportivo Morón (cesión)    | Argentina | 2022      |
| Arsenal de Sarandí (cesión) | Argentina | 2023      |
| AE Larissas                 | Grecia    | 2023-Act. |

## Estadísticas

### Clubes
| Club                      | Div                 | Temporada           | Liga  | Liga  | Liga   | Copas nacionales (1) | Copas nacionales (1) | Copas nacionales (1) | Copas internacionales (2) | Copas internacionales (2) | Copas internacionales (2) | Total | Total | Total  | Medida goleadora(3) |
| Club                      | Div                 | Temporada           | Part. | Goles | Asist. | Part.                | Goles                | Asist.               | Part.                     | Goles                     | Asist.                    | Part. | Goles | Asist. | Medida goleadora(3) |
| ------------------------- | ------------------- | ------------------- | ----- | ----- | ------ | -------------------- | -------------------- | -------------------- | ------------------------- | ------------------------- | ------------------------- | ----- | ----- | ------ | ------------------- |
| Vélez Sarsfield Argentina | 1.ª                 | 2019-20             | 3     | 0     | 0      | 1                    | 0                    | 0                    | 2                         | 0                         | 0                         | 6     | 0     | 0      | 0,00                |
| Vélez Sarsfield Argentina | Total club          | Total club          | 3     | 0     | 0      | 1                    | 0                    | 0                    | 2                         | 0                         | 0                         | 6     | 0     | 0      | 0,00                |
| Total en su carrera       | Total en su carrera | Total en su carrera | 3     | 0     | 0      | 1                    | 0                    | 0                    | 2                         | 0                         | 0                         | 6     | 0     | 0      | 0,00                |